# Cannelier de Ceylan
Cinnamomum verum
Pour les autres arbres du même nom, voir Cannelier. Pour les épices, voir Cannelle.
Espèce
Classification phylogénétique
Le cannelier ou cannelier de Ceylan (Cinnamomum verum) est une espèce de plantes à fleurs de la famille des Lauraceae. C'est un arbre originaire du Sri Lanka.
C'est avec son écorce intérieure que les paysans produisent la cannelle de Ceylan.

## Description

Feuilles.

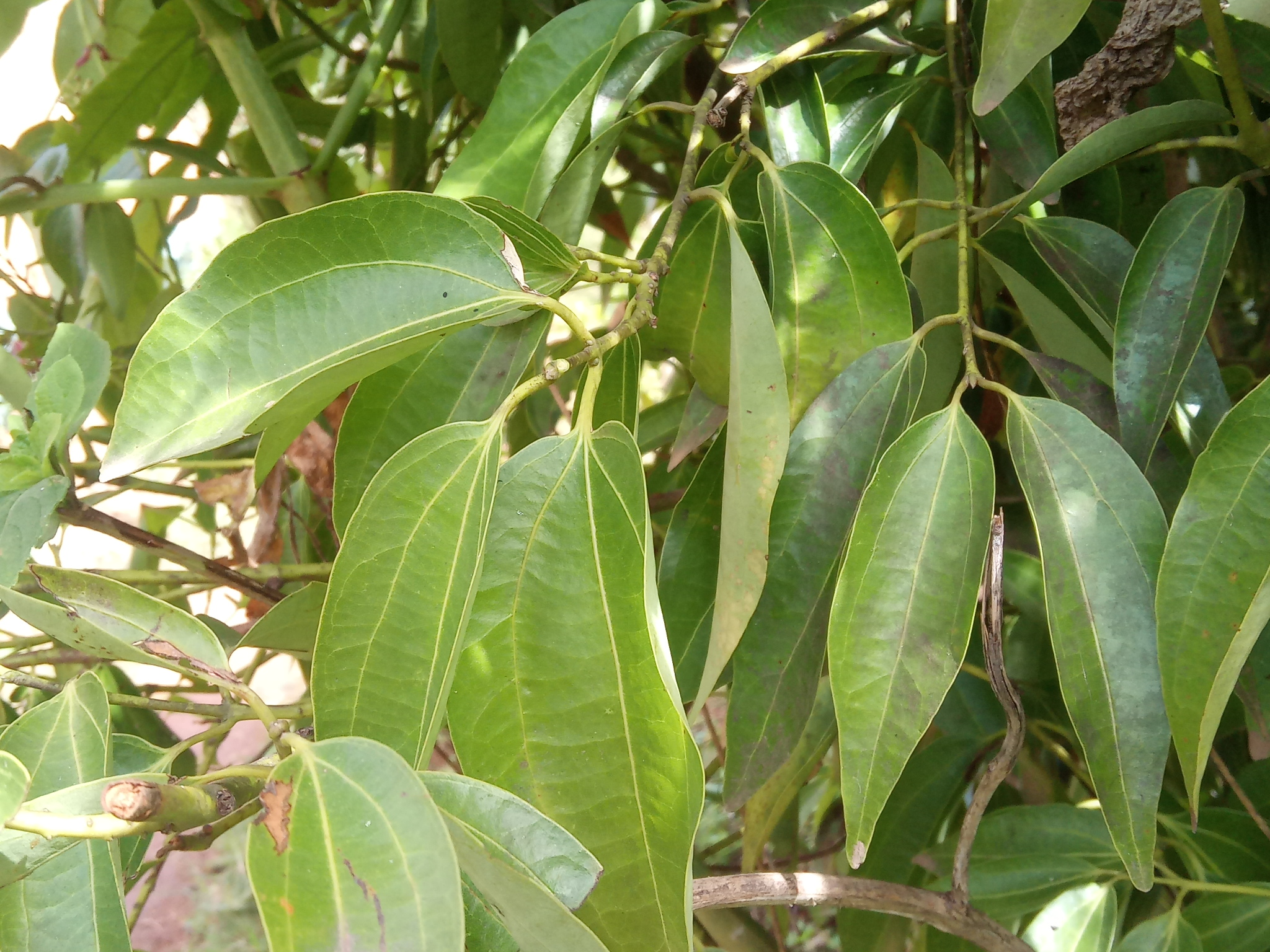
Feuilles de cannelier (Cinnamomum verum) à Madagascar, dans les Hauts-plateaux, dans la région d'Antananarivo.

Le cannelier de Ceylan est un arbre de 10 à 15 mètres de hauteur.
Ses feuilles persistantes sont d'un vert brillant, de forme oblongue et mesurent de 7 à 18 cm de long.
Ses fleurs ont une couleur verdâtre et une odeur plutôt désagréable.
Le fruit du cannelier est une baie de 1 cm de diamètre en forme de massue et de couleur pourpre.

## Répartition
Cette espèce est originaire du Sri Lanka, mais est également cultivée dans d'autres zones tropicales. Elle peut devenir envahissante dans certaines régions.

## Synonymes
- Laurus cinnamomum L.
- Cinnamomum zeylanicum Blume

## La cannelle de Ceylan
Pour un article plus général, voir Cannelle.

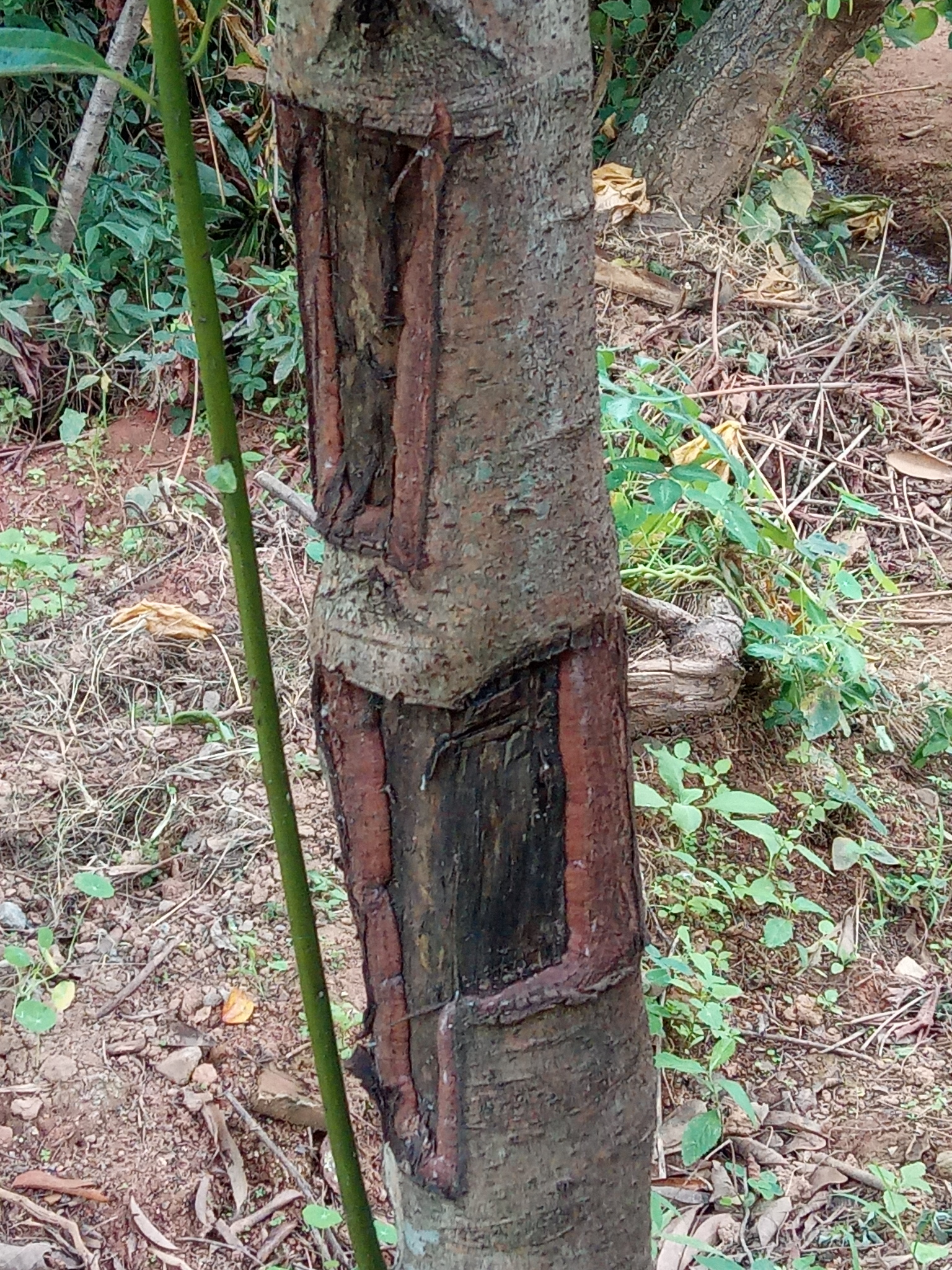
Tronc écorcé de cannelier (Cinnamomum verum) à Madagascar, sur les Hauts-plateaux, dans la région d'Antananarivo.

Le cannelier de Ceylan est cultivé notamment pour la cannelle de Ceylan. Elle est utilisée comme simple épice et comme huile essentielle. On lui attribue de nombreuses vertus thérapeutiques et médicinales.
Les paysans récoltent l'écorce à la saison des pluies.

### Utilisation
La cannelle de Ceylan provient de l’écorce du cannelier. Une fois séchée, elle va donner des bâtons de cannelle utilisés directement comme épices ou broyés pour être transformés en poudre.
Elle peut être utilisée comme poudre, bâton dans les plats, huiles dans des crèmes, ou même ajoutée sur le dentifrice. 

### Principes actifs
Les principes actifs contenus dans cette plante (et qui lui apportent de nombreuses vertus médicinales) sont la cinnamaldéhyde, la cannaldéhyde, des polyphénols notamment en tanin.
La cinnamaldéhyde est ce qui constitue 60% à 80% de l’huile essentielle de la cannelle de Ceylan et qui est utilisée pour traiter les maux intestinaux et d’estomac.
La cannaldéhyde est ce qui donne un goût sucré à la cannelle de Ceylan lorsqu'on l'intègre dans des plats.
Les polyphénols sont des composés anti inflammatoires contenus principalement dans la poudre, ils permettent à l'organisme de lutter contre toutes les inflammations mais aussi les infections.
Et le tanin qui compose la poudre renforce la propriété anti infectieuse et permet de lutter contre la diarrhée.

### Principales propriétés
La cannelle de Ceylan a des propriétés antiseptiques, antivirales et antibactériennes. 
Cette cannelle a des propriétés médicinales sur l’intestin. Elle a pour effet de stimuler les glandes corticosurrénales, cette épice pouvant donc être utilisée comme anti diarrhéique.
La cannelle de Ceylan peut être utilisée en cas de maladies respiratoires comme la bronchite, l’asthme, le rhume, la grippe .
Ses autres fonctions sont antiparasitaires (elle peut donc aider à lutter contre les vers et les parasites liés à des séjours à l’étranger) et anti fatigue (en effet elle possède des vertus qui stimulent l’organisme).

### Contre indications
Cependant, l'huile essentielle de cannelle de Ceylan possède des contre-indications, notamment pour les enfants de moins de 7 ans et les femmes enceintes. De plus, cette plante est dermocaustique, elle peut donc avoir des effets sur la peau lorsqu’elle est utilisée à trop forte dose et à long terme. Aussi, il ne faut pas ingérer à trop forte dose et sur une longue durée l’huile essentielle qui peut causer des brûlures d’estomac.